# Étang de la Crouzille
Der Étang de la Crouzille, auch Étang de la Pêcherie oder Retenue d’eau de La Crouzille, ist ein Stausee in den westlichen Ausläufern des Zentralmassivs, welcher der Wasserversorgung von Limoges dient. Der See befindet sich auf dem Gebiet der Gemeinde Saint-Sylvestre im Département Haute-Vienne und wird von einem Staudamm gebildet, der eine Wassermasse von 1,65 Millionen m³ zurückhält. Der See ist eingezäunt und ist Teil des 144 ha großen Naturschutzgebietes Étang de la Crouzille.
Der See wurde 1926 zusammen mit dem Étang de la Gouillet von der Stadt Limoges zum Ausbau der Wasserversorgung gekauft. Nach einer außerordentlichen Trockenheit im Jahre 1949 wurde der Staudamm erhöht um die Kapazität des Sees zu vergrößern. Durch den Uranabbau im Norden von Limoges war der See teilweise mit radioaktiven Sedimenten belastet, welche Ende der 90er Jahre beseitigt werden mussten.

## Weblinks

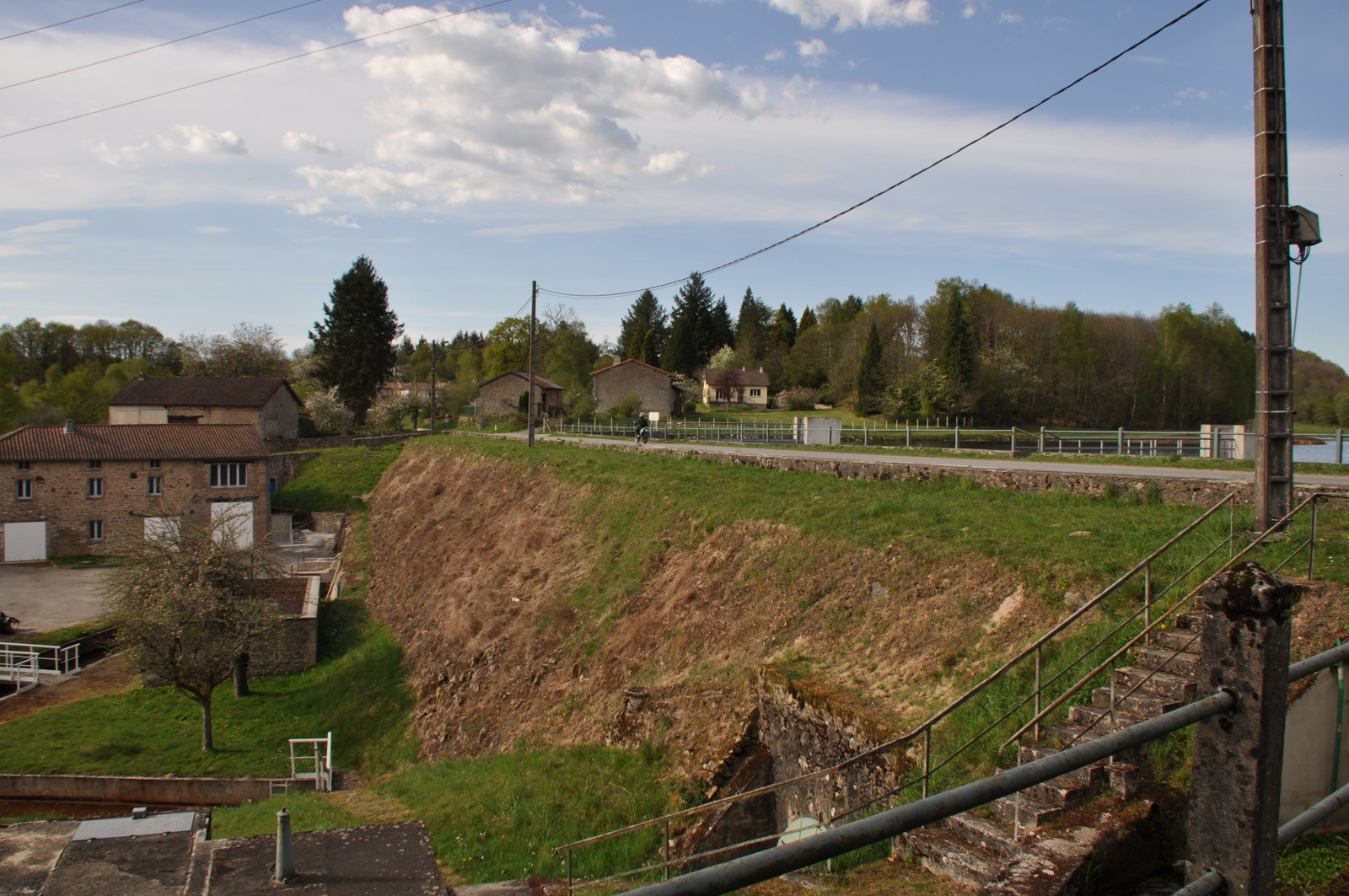
Erdwall, der die Wassermassen des Étang de la Crouzille zurückhält.